# Kōtetsu
Pour les articles homonymes, voir Azuma (homonymie).
Le Kōtetsu (甲鉄艦, kōtetsukan, « cuirassé » en japonais), aussi connu sous les noms de Sphinx, CSS Stonewall et Azuma, est une frégate de type bélier cuirassé, construite à Bordeaux en 1863, initialement pour la marine des États confédérés, mais qui a surtout servi au sein de la marine japonaise.
Doté d'un éperon permettant de perforer les coques des vaisseaux ennemis, et disposant de canons en casemates et d'un blindage efficace pouvant résister à tout type de tir, ce cuirassé dominait les confrontations avec les navires en bois. Il fut particulièrement redouté, et considéré en son temps comme « formidable » et « insubmersible » par la presse de l'époque.

## Histoire

### Une commande des États confédérés

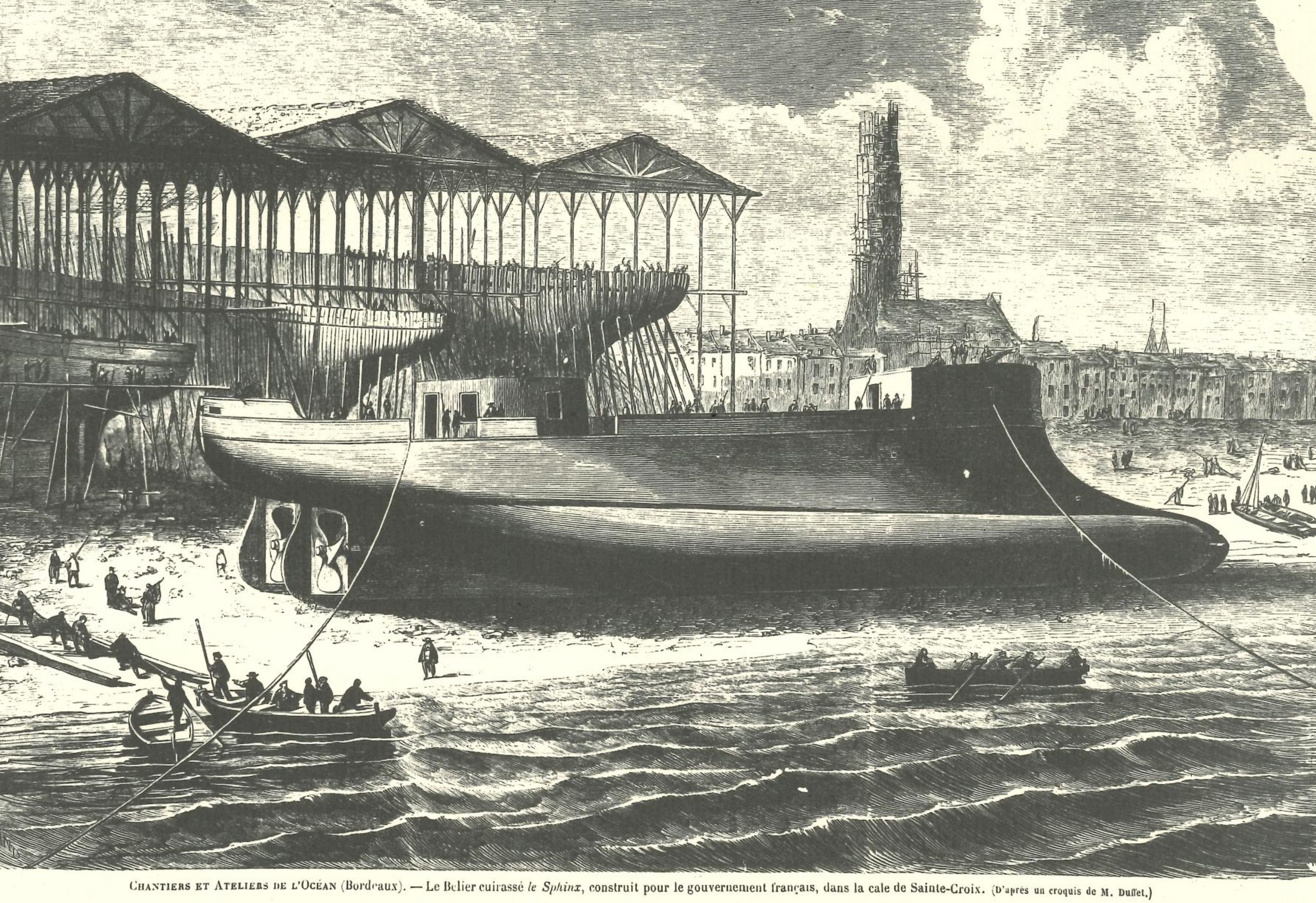
Construction du bélier cuirassé Sphinx à Bordeaux en 1863.

En pleine guerre de Sécession, les États confédérés (Sudistes) cherchent à briser le blocus maritime imposé par l'Union (Nordistes). En juin 1863, John Slidell, représentant en France des États confédérés, demande à l'empereur Napoléon III, qui ne cachait pas son soutien à leur cause, la construction de navires béliers cuirassés. Le gouvernement français accepte, et demande aux chantiers navals Arman de Bordeaux, la construction des deux bâtiments : le Chéops et le Sphinx (parfois écrit Sphynx). Officiellement, la commande est destinée à la marine égyptienne, d’où le choix de leurs noms initiaux. La supercherie sera toutefois découverte par le consul général de l'Union, John Bigelow, obligeant le gouvernement français à exiger la rupture du contrat.

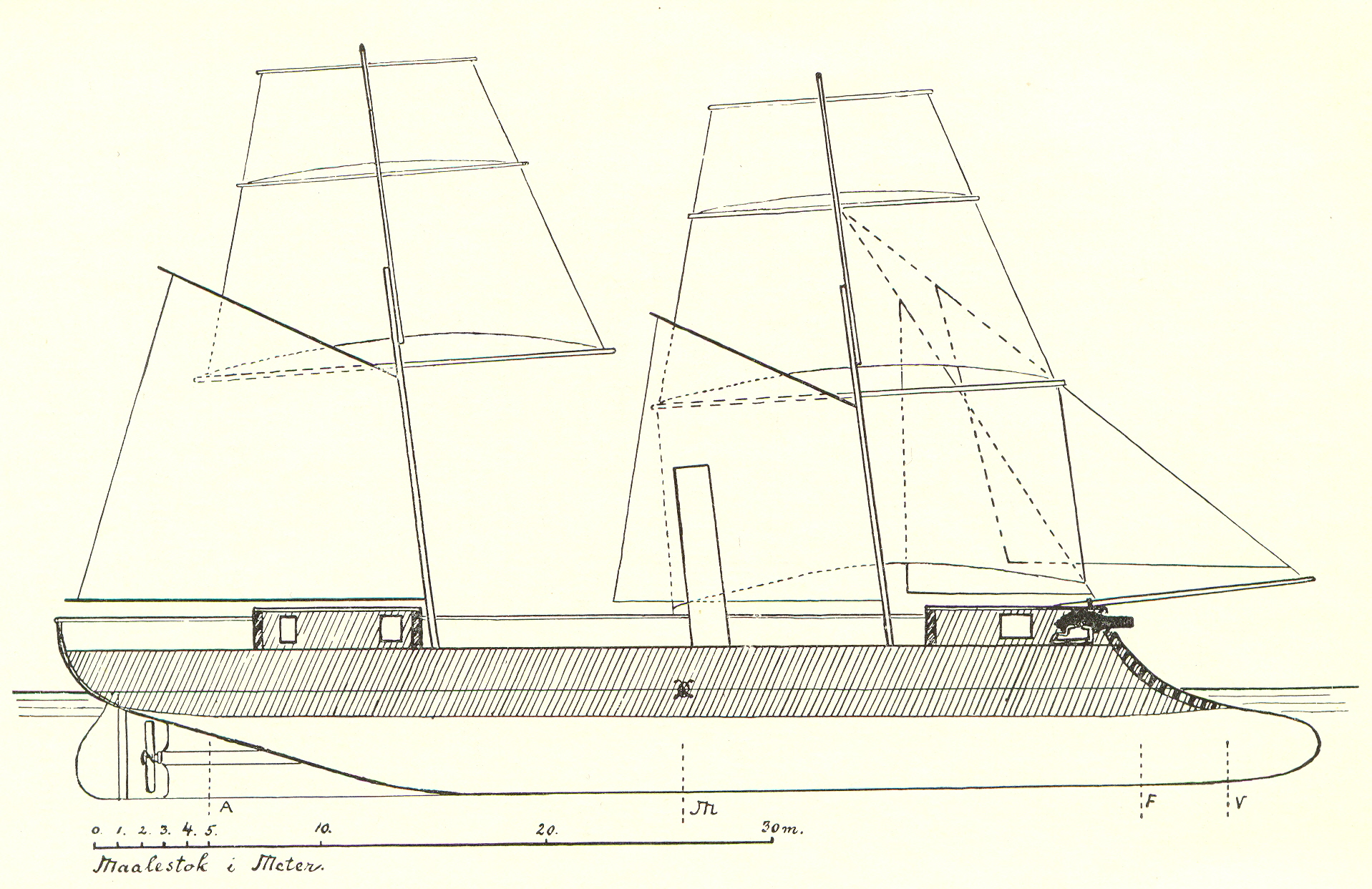
Le cuirassé vu de profil.
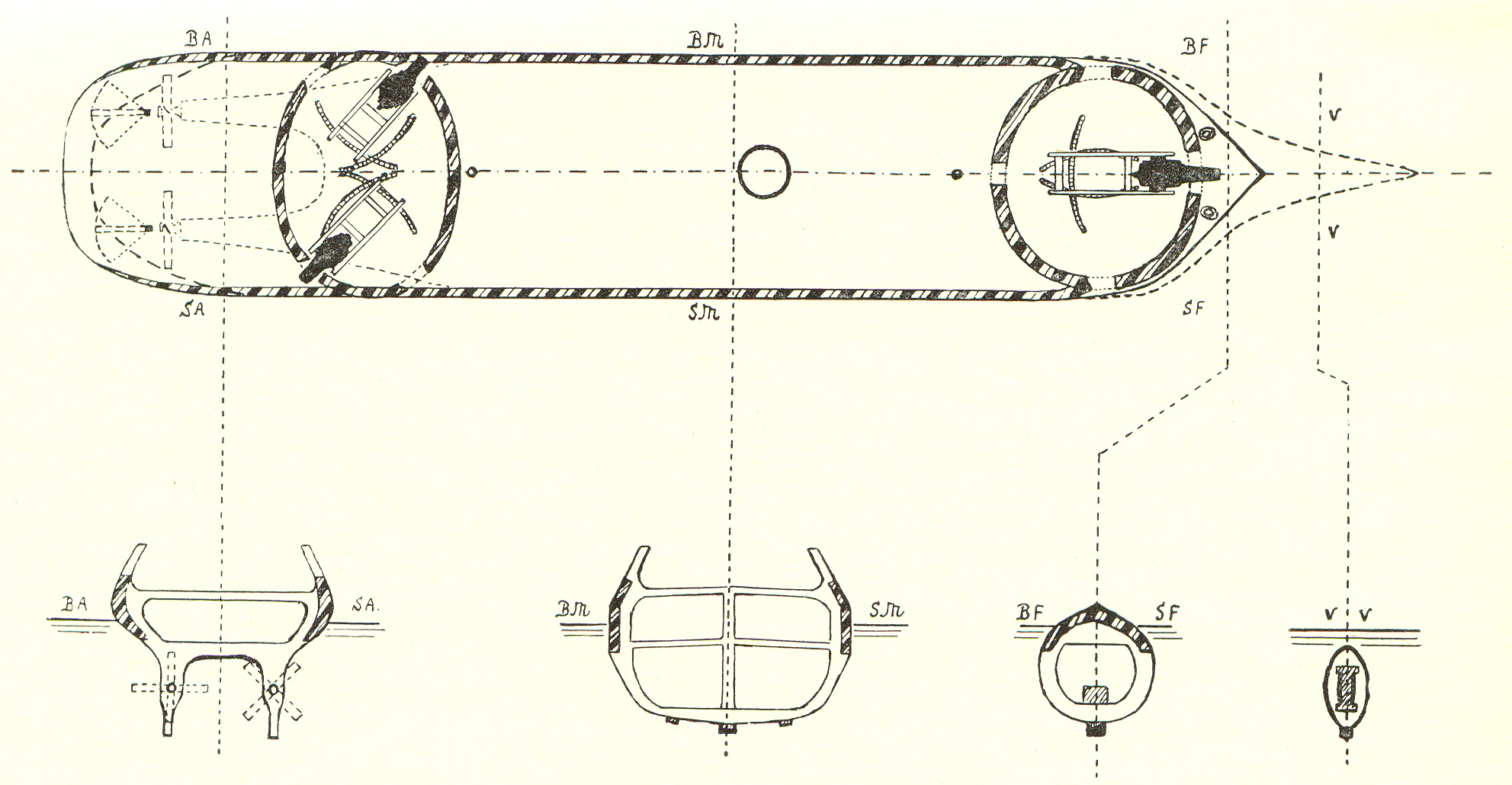
Plan du cuirassé.

### Un bref épisode danois
Lucien Arman est alors autorisé à vendre un des navires à la Prusse et l'autre au Danemark, deux nations pourtant en conflit l’une contre l’autre pendant la guerre des Duchés. Le Chéops intègre donc la marine prussienne et prend le nom de SMS Prinz Adalbert, tandis que son sister-ship le Sphinx est vendu au Danemark, et prend le nom de Staerkodder. Après un premier déplacement à Copenhague, et à la suite d'un désaccord sur le prix de vente, les Danois demandent l’annulation du contrat en prétextant des malfaçons.

### Sous pavillon des États confédérés

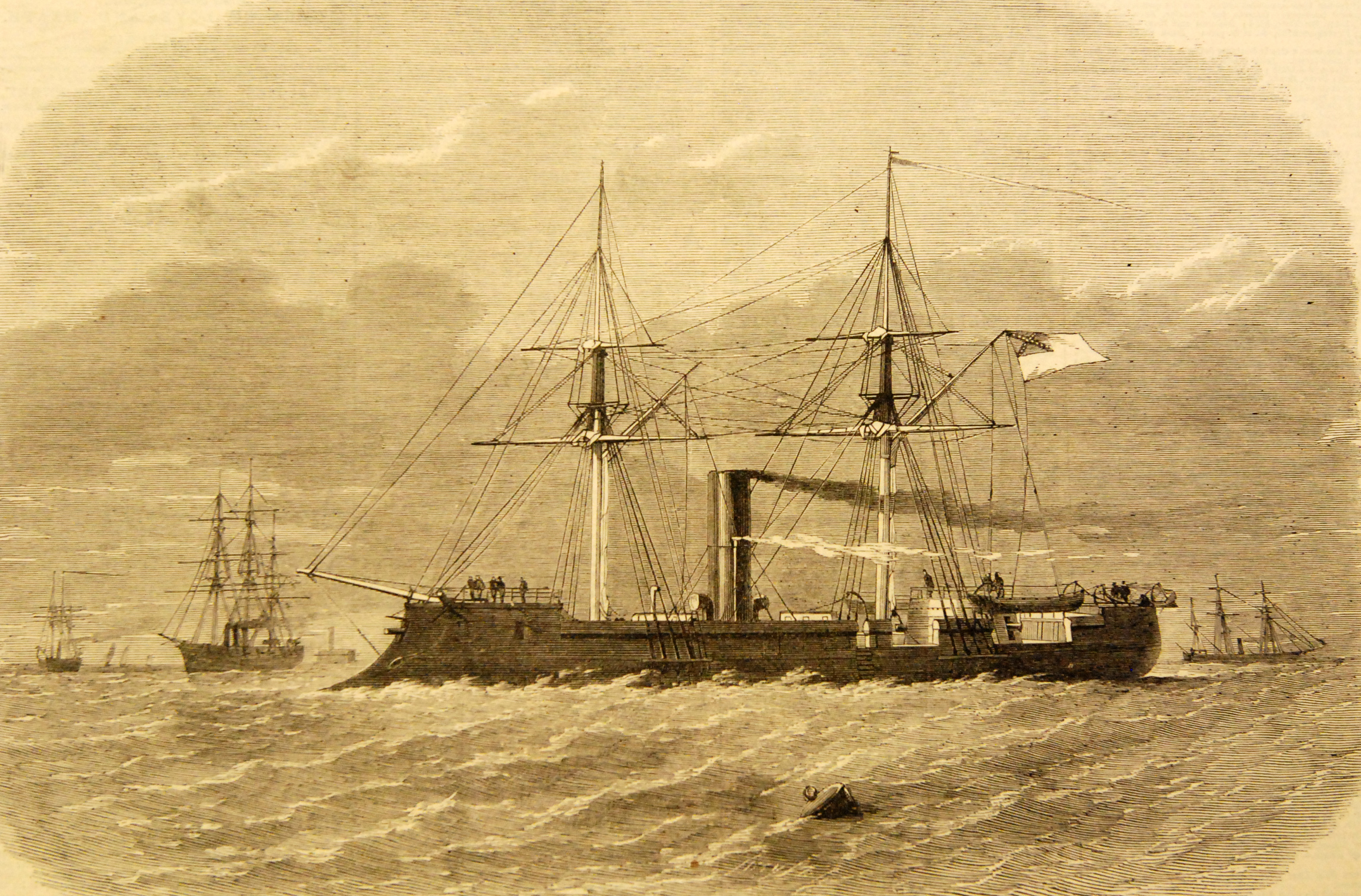
Le CSS Stonewall en 1865 battant pavillon sudiste.

Le retour du cuirassé en France permet alors à Lucien Arman de le vendre secrètement, en janvier 1865, aux États confédérés pour la somme de 455 000 francs.

Il passe alors sous le commandement du capitaine Thomas Jefferson Page (en) et devient le CSS Stonewall. Ce nom rend hommage au général sudiste Thomas Jackson, surnommé « Stonewall ». Le navire part d’abord à Quiberon  pour se ravitailler puis doit faire une escale forcée au port de La Corogne en Espagne, à cause d’une tempête. De son côté, l'Union, alertée de l'acquisition du navire par la Confédération, et redoutant son arrivée, envoie plusieurs navires pour l’intercepter dont l'USS Niagara et l'USS Sacramento. Ces bâtiments ne sont cependant pas en mesure de l’affronter et, après une escale à Lisbonne, le CSS Stonewall parvint à traverser l’Atlantique jusqu’à arriver, en mai 1865, au port de la Havane. Sur place, le capitaine Page apprend que la guerre de Sécession est finie à la suite de la reddition du Général Lee.

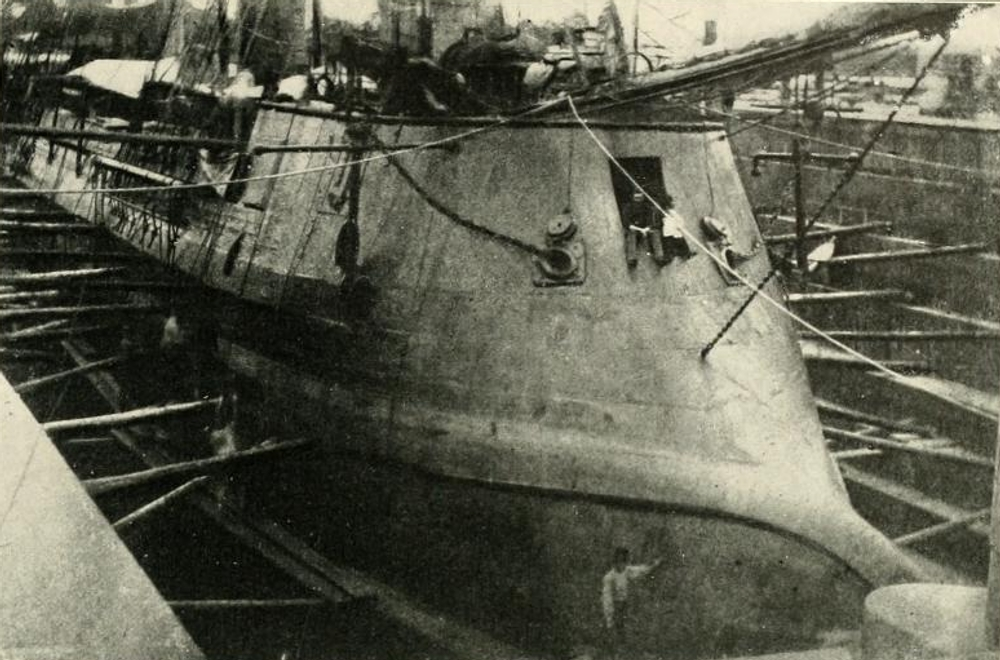
Proue du CSS Stonewall.
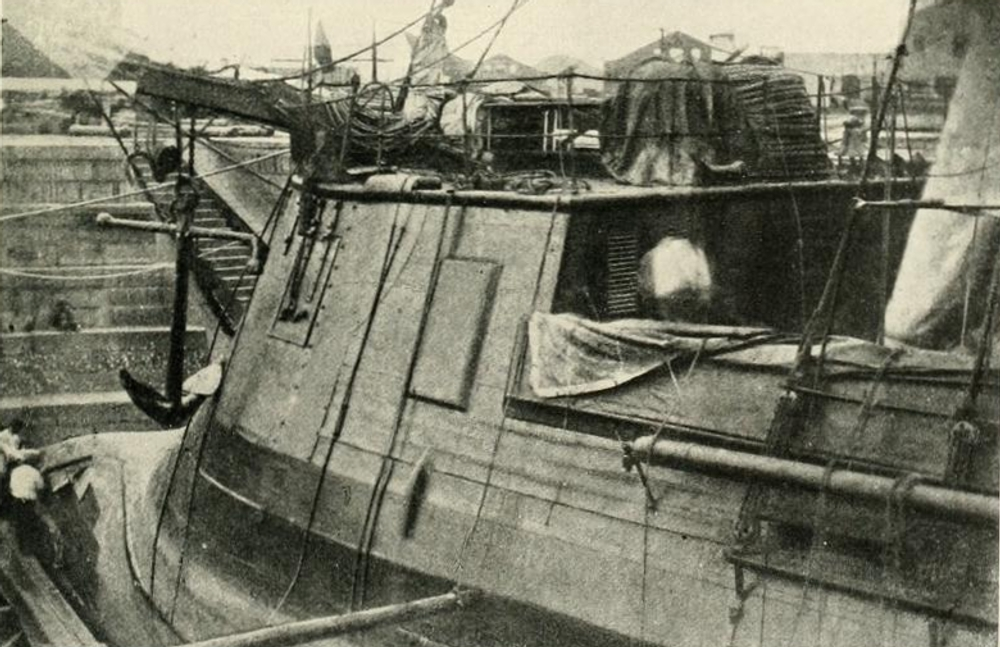
Poupe du CSS Stonewall.

### Vendu à l'Espagne puis aux États-Unis
Le capitaine sudiste Page décide alors de vendre le navire pour 16 000 dollars à l’Espagne, Cuba étant encore sous domination coloniale. Ces derniers, afin de ménager leurs voisins américains, s'empressent de le revendre à l'Union pour la même somme. Le navire reste ensuite deux ans désarmé dans le port de Washington.

### Carrière au Japon
En avril 1868, les États-Unis le vendent au shogunat Tokugawa du Japon pour la somme de 40 000 dollars. Cette dynastie est alors en plein conflit avec les forces soutenant l'empereur Meiji pendant la guerre civile japonaise, dite guerre de Boshin.

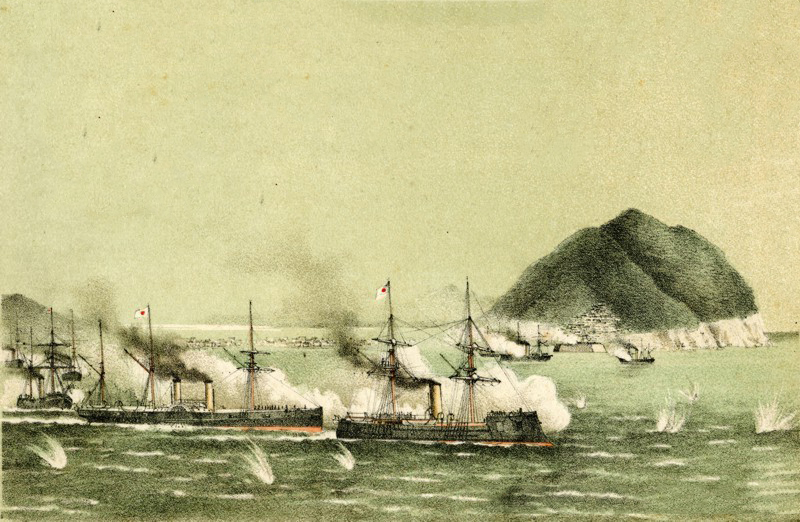
Le Kōtetsu à la bataille de la baie de Hakodate en 1869.

Le navire part rejoindre le port de Shinagawa et prend le nom de Kōtetsu (« cuirassé » en japonais). Cependant, le gouvernement américain, contraint par son devoir de neutralité pendant la guerre civile, bloque la livraison finale. Il finit même par le livrer aux troupes impériales. Il est alors aussitôt utilisé pendant les batailles de la baie de Miyako et de la baie de Hakodate, où il participe de manière décisive à la victoire des Meiji sur la sécession Shogun de la république d'Ezo.
En décembre 1872, après la guerre de Boshin, le navire est rebaptisé Azuma (東艦, Azumakan, « navire de l'est » en japonais). En août 1874, pendant un typhon, il s’échoue mais est réparé puis remis à flot. Il reste en service comme vaisseau amiral de la flotte japonaise jusqu’en 1888.

Après son service, il a été vendu pour la démolition le 12 décembre 1889.

## Sources et bibliographie
- (en) Cet article est partiellement ou en totalité issu de l’article de Wikipédia en anglais intitulé « Japanese ironclad Kōtetsu » (voir la liste des auteurs).
- Register of ships of the U.S. Navy, 1775–1990: major combatants Karl Jack Bauer, Stephen S. Roberts p.47 [1]
- Saxon T. Bisbee, Engines of Rebellion: Confederate Ironclads and Steam Engineering in the American Civil War, Tuscaloosa, Alabama, University of Alabama Press, 2018 (ISBN 978-0-81731-986-1)
- Hansgeorg Jentschura, Dieter Jung et Peter Mickel, Warships of the Imperial Japanese Navy, 1869–1945, Annapolis, Maryland, United States Naval Institute, 1977 (ISBN 0-87021-893-X)